# Знаменское (Чечня)
Зна́менское (чечен. Чӏулга-Юрт) — село в Надтеречном районе Чеченской Республики. Административный центр Надтеречного муниципального района. Образует Знаменское сельское поселение.

## География

Знаменское сельское поселение на карте Надтеречного района

Село расположено на правом берегу реки Терек, в 65 км к северо-западу от города Грозный.
Ближайшие населённые пункты: на севере — станица Ищёрская, с которой соединено мостом, на северо-востоке — сёла Рубежное и Алпатово (Чечня), на северо-западе — село Бено-Юрт, на юго-востоке — село Верхний Наур, на юге — сёла Калаус и Комарово, на юго-западе — село Гвардейское.

## История
Основано в 1809 году на правом берегу Терека, напротив станицы Ищёрской, как Чулик-юрт —  Чуликом Гендаргеноевым, считавшимся одним из самых авторитетных людей в Чечне того времени.
В начале 1820-х годов Чулик был обвинён в укрывательстве абреков и арестован царским командованием. До 1827 года содержался в заточении в крепости Грозной. После его смерти жители села пригласили князя Мундара Эльдарова из Аксая. Так село стало именоваться Мулдар (Мундар)-юрт. В 1840 году он был лишён всего имущества и изгнан надтеречными чеченцами.
1 сентября 1943 года близ села Мундар-юрт проходили бои с немецкими войсками за освобождение Моздокского направления. Врагам удалось переправится на южный берег реки Терек и сосредоточить в прибрежной роще севернее села до двух минометных батарей и свыше батальона пехоты. Атака на само село была отбита благодаря силам 417-й Сивашской и 389-й стрелковых дивизий.
В 1944 году после выселения чеченцев и упразднения Чечено-Ингушской АССР, селение Мундар-юрт было переименовано в Знаменское.
С 1 февраля 1963 года администрация Надтеречного района ЧИ АССР было перенесено из селения Нижний Наур в село Знаменское.
Атаку войсками Дудаева села Знаменское 27 сентября 1994 года можно отнести к первому периоду Чеченского конфликта (сентябрь-декабрь 1994 года). В тот период в селе находилось возглавляемое Умаром Автурхановым, пророссийское оппозиционное правительство. В тот день «неопознанные» боевые вертолеты нанесли удар по позициям так называемых чеченских регулярных войск.
Во время первой и второй войн на территории Чеченской Республики Знаменское стало приютом для тысяч беженцев со всей Чечни.

### Теракт
12 мая 2003 году в селе Знаменское трое смертников, включая двух женщин, подорвали начинённый взрывчаткой КамАЗ у здания Управления Федеральной службы безопасности по Чеченской Республике. При взрыве погибло по меньшей мере 59 человек и было ранено свыше 200 человек, преимущественно гражданских лиц.
Президент самопровозглашённой Чеченской Республики Ичкерия Аслан Масхадов, в свою очередь отрицал свою причастность к произошедшему и осудил теракт.
Ответственность за подрыв была возложена на чеченского полевого командира Хож-Ахмеда Душаева, однако официальных обвинений не последовало. Душаев был убит в Ингушетии июне 2003 году.

## Население
| 1970    | 1979    | 1989    | 2002    | 2010    | 2012    | 2013    |
| ------- | ------- | ------- | ------- | ------- | ------- | ------- |
| 4221    | ↗5191   | ↗6141   | ↗9620   | ↗10 286 | ↗10 528 | ↗10 828 |
| 2014    | 2015    | 2016    | 2017    | 2018    | 2019    | 2020    |
| ↗11 072 | ↗11 233 | ↗11 412 | ↗11 654 | ↗11 777 | ↗11 876 | ↗12 167 |
| 2021    | 2023    | 2024    |         |         |         |         |
| ↗13 379 | ↗13 401 | ↗13 646 |         |         |         |         |

Национальный состав
Национальный состав населения села по данным Всероссийской переписи населения 2010 года:
| Народ               | Численность, чел. | Доля от всего населения, % |
| ------------------- | ----------------- | -------------------------- |
| чеченцы             | 10 185            | 99,02 %                    |
| другие / не указано | 101               | 0,98 %                     |
| всего               | 10 286            | 100,00 %                   |

## Социальная сфера
- Гимназия № 10
- Знаменская СОШ № 1[41],
- Знаменская СОШ № 3[42]
- Надтеречная центральная районная больница[43]
- Надтеречная районная поликлиника
- Кинотеатр «Пегма».
- Также в селе к существующему детскому саду при СОШ № 3, построено ещё два новых детских сада.

## Микрорайоны
В 2019 году в селе официальный статус получил новый микрорайон, названный в честь первого президента Чечни — Ахмата-Хаджи Кадырова. В торжественном открытии микрорайона участвовали глава Чечни Кадыров, Рамзан Ахматович, председатель парламента Чеченской Республики Магомед Даудов, глава Минстроя Муслим Зайпуллаев, депутат Госдумы Адам Делимханов и глава Надтеречного района Шамиль Куцаев.
Микрорайон появился в Знаменском для переселения жителей поселка Горагорск. Всего в микрорайоне имени Ахмата-Хаджи Кадырова переедут 963 человека — для них построены 128 жилых домов общей площадью свыше 16 тыс. кв м. К строительству запланированы ещё 35 домов.

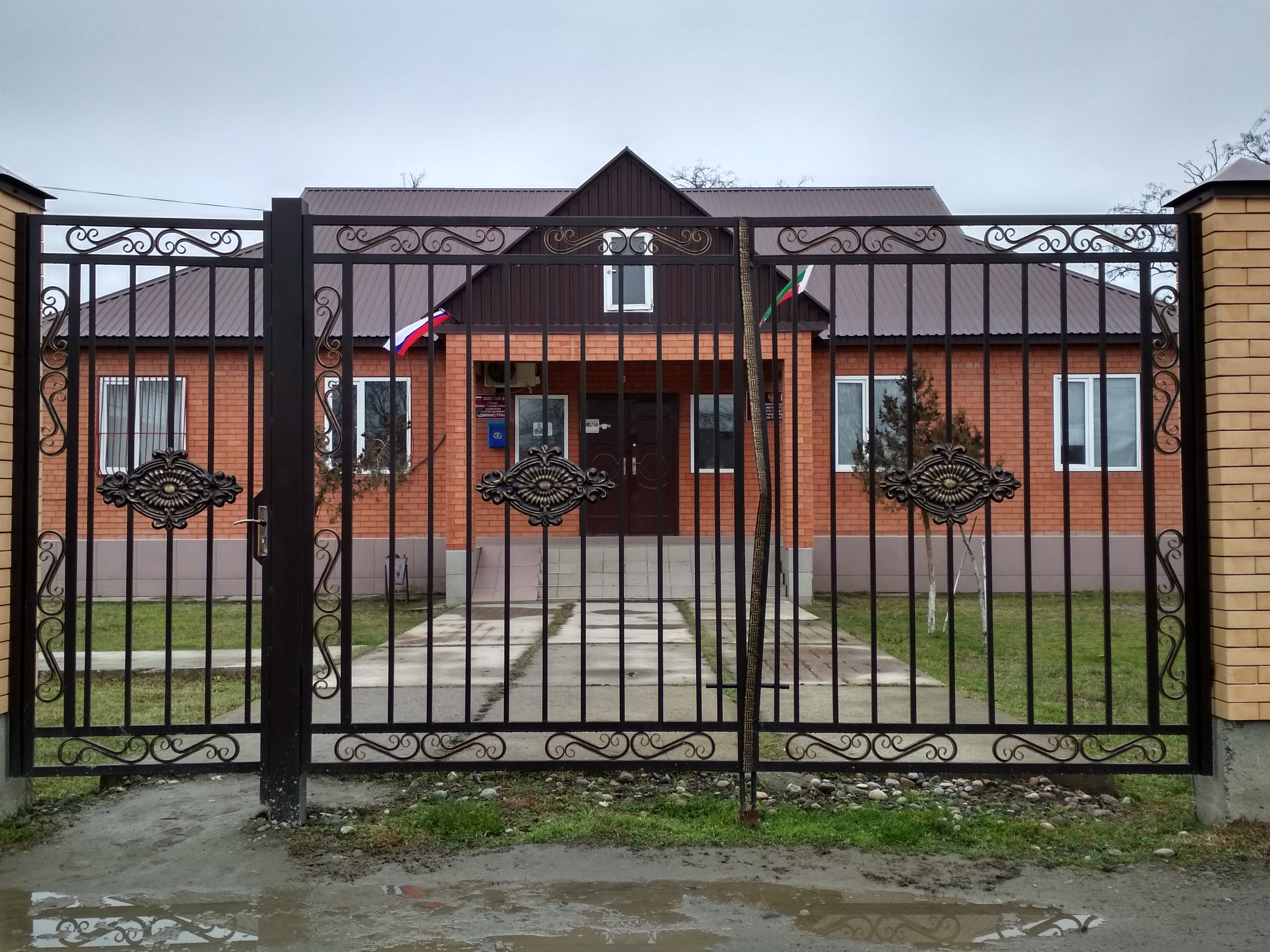
Администрация Знаменского сельского поселения
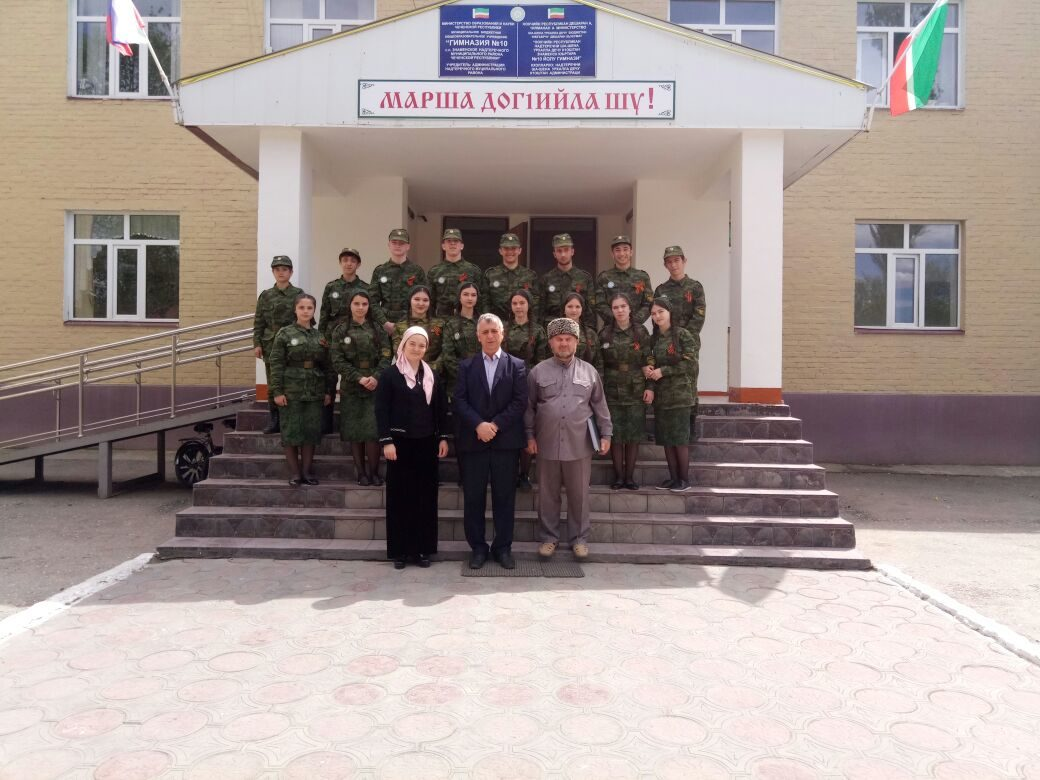
Гимназия №10 с.Знаменское
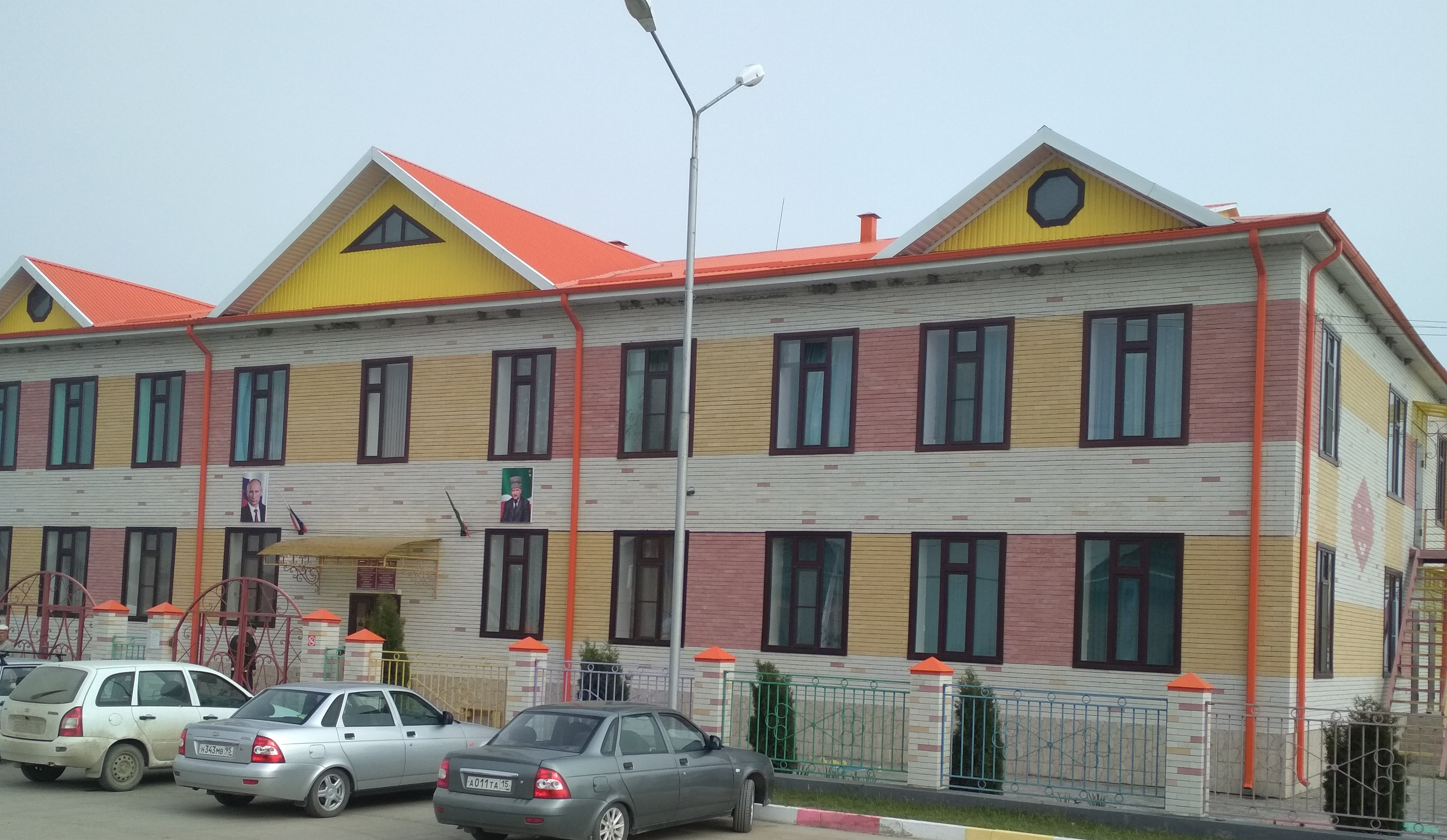
Детский сад "Теремок" в с.Знаменское
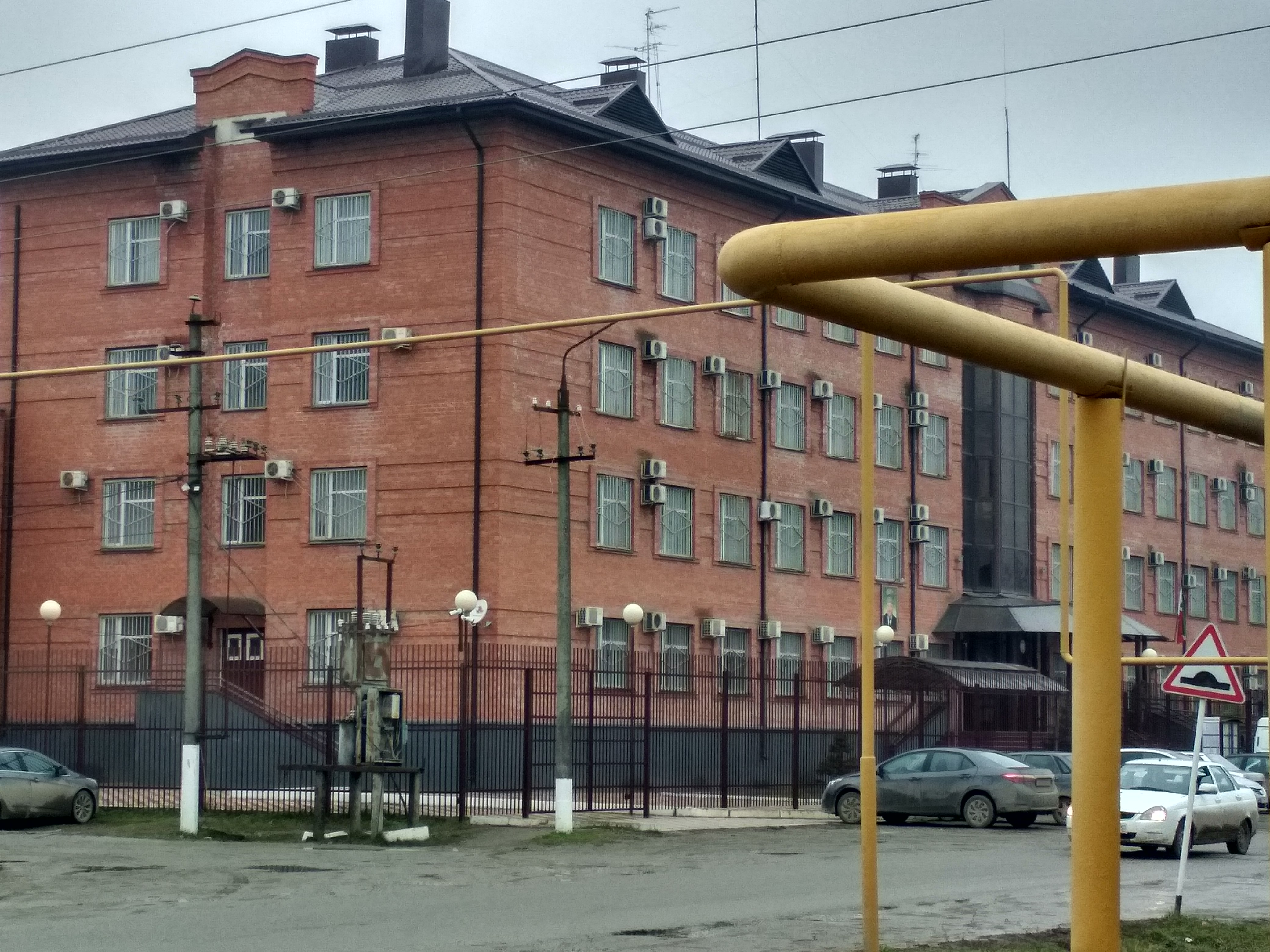
Здание ОМВД по Надтеречному району
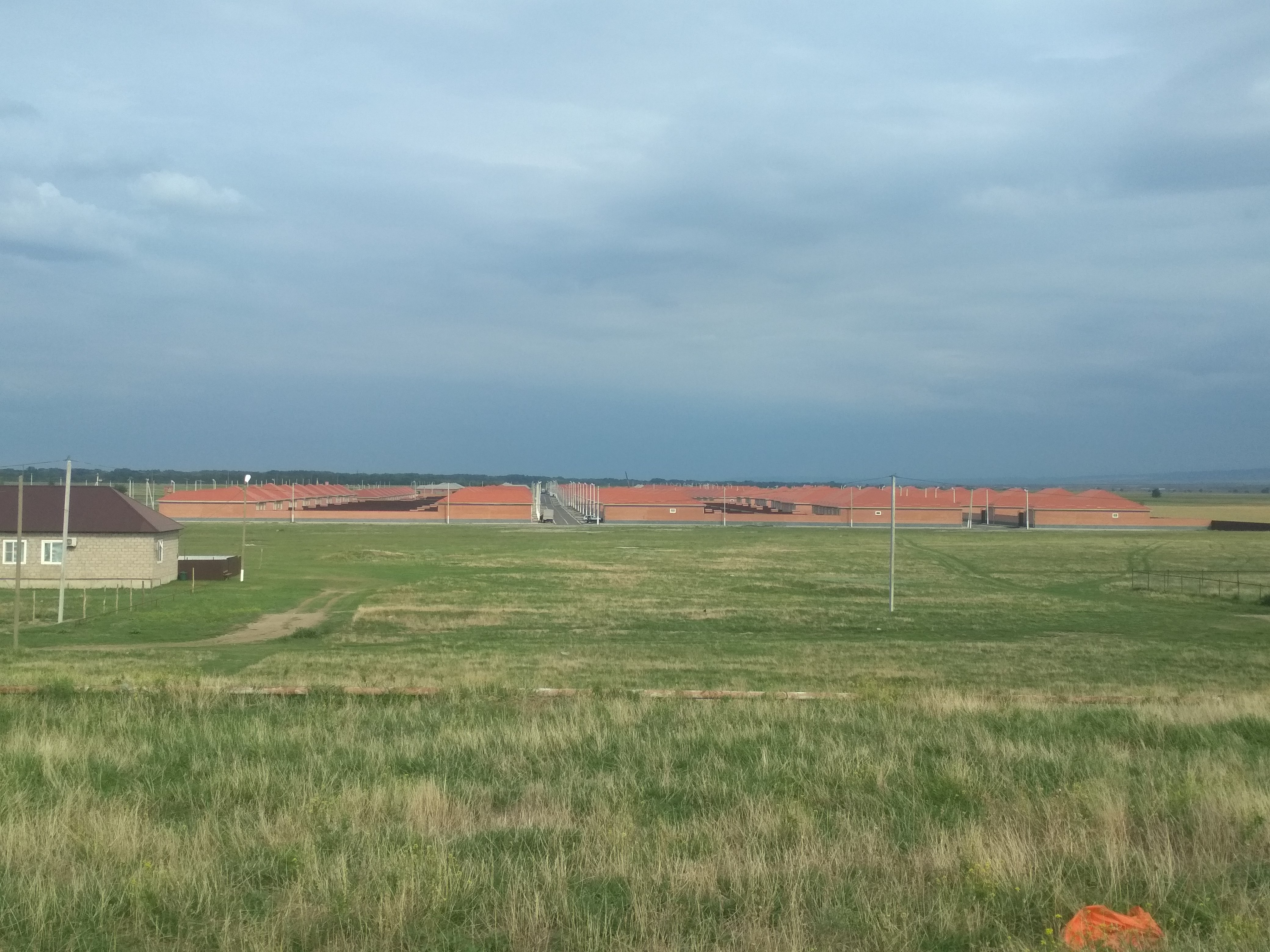
Микрорайон Кадырова в Знаменском
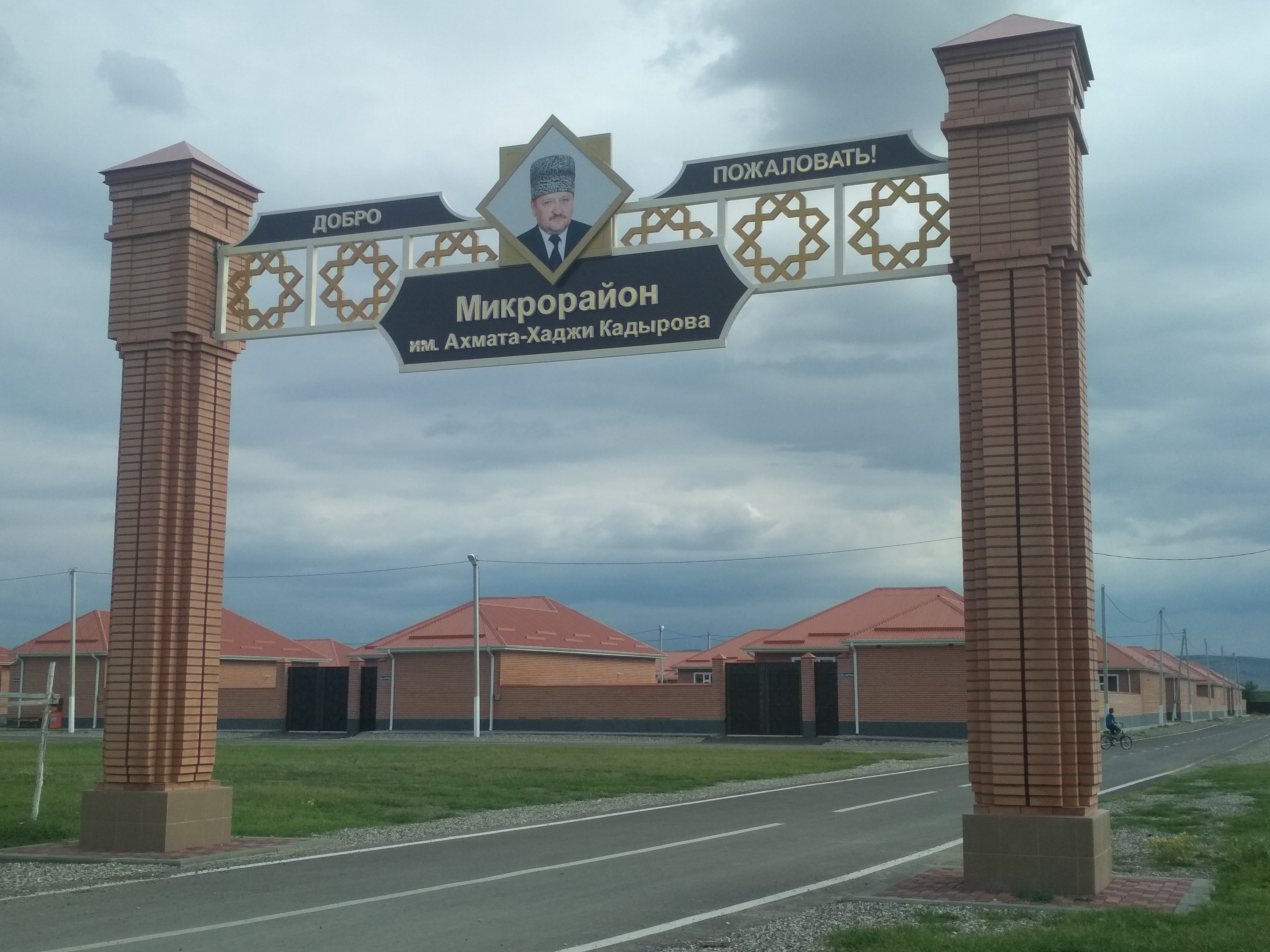
Въездная арка в Знаменском микрорайоне

## Промышленность
Промышленность в селе Знаменское была представлена наличием Знаменского винзавода «Тереквинпром», Знаменского райпищекомбината, молзавода и макаронной фабрикой (все объекты разрушены и разобраны). В селе имеется мельница 1907 года постройки, ныне заморожена в связи с нерентабельностью.
От районного пищекомбината и молочного завода в селе после военных кампаний остались одни стены вместо производственных и вспомогательных цехов; виноградники ликвидированы в связи с прошедшей антиалкогольной кампанией и для нормального функционирования необходимо восстановить оросительную сеть и необходима закладка виноградников на площади 800 га.
На территории бывшей Знаменской макаронной фабрики ныне построен крупный учебно-производственный реабилитационный центр площадью полтора гектара, в котором смогут пройти обучение различным ремеслам около 240 детей, в том числе и инвалиды, страдающие ДЦП и другими болезнями. На территории кроме шести производственных цехов расположены общежитие на 30 человек, развлекательный комплекс, административное здание и мечеть. В открытии центра участвовал Шарани Шуаипов, председателя Комитета Правительства ЧР по малому и среднему бизнесу, который сказал:
Для предпринимателей здесь имеются цеха по производству мебели, столярный, швейный, кузнечный цеха, сушильная камера для леса. Есть также классы по обучению работе с компьютером, бухгалтерскому делу. Детей здесь будут обучать 12 специальностям, в том числе токарному, слесарному, ювелирному и другим ремеслам. 120 человек будут работать в центре на постоянной основе.

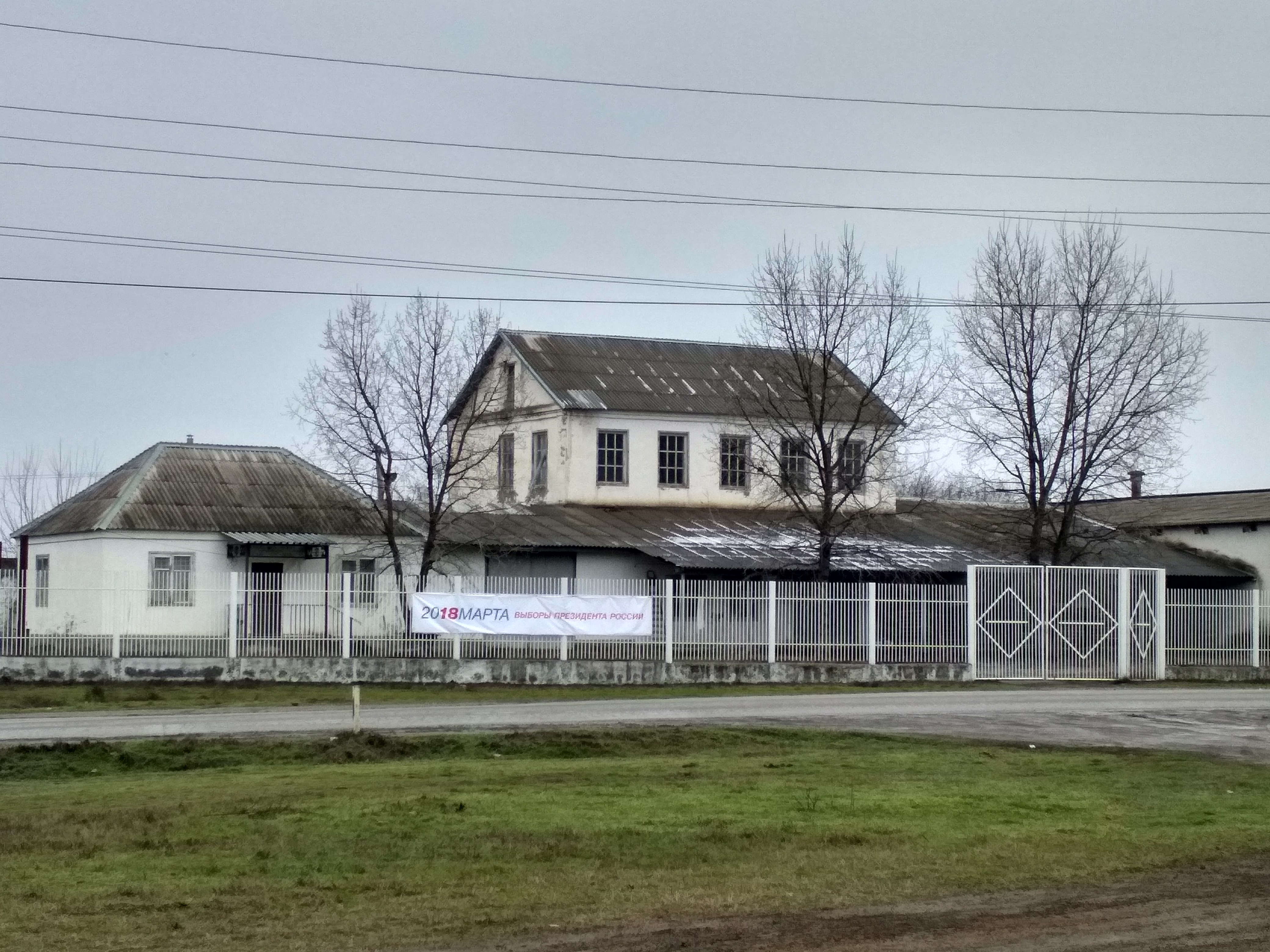
Мельница 1907 года постройки
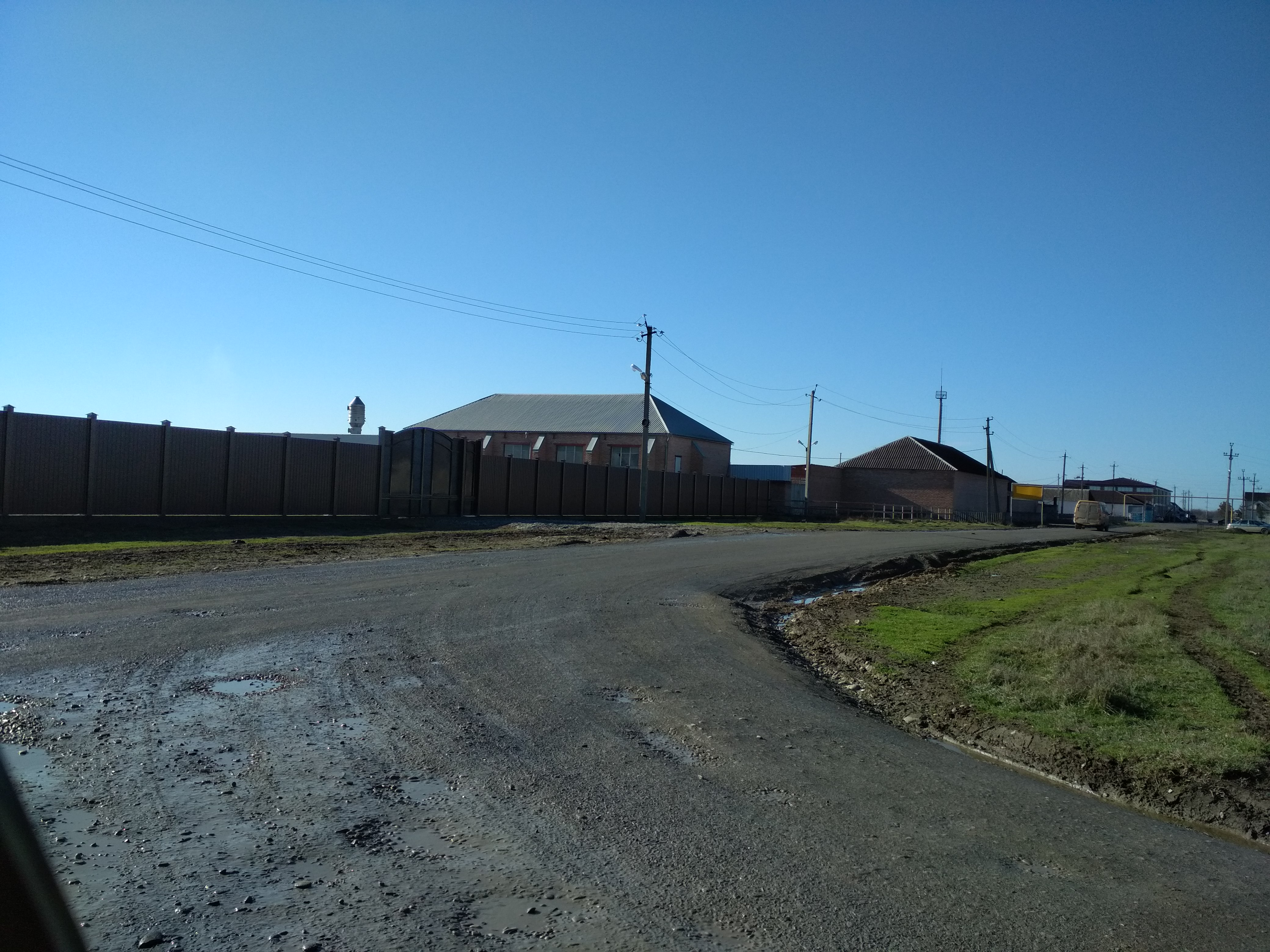
На месте райпищекомбината
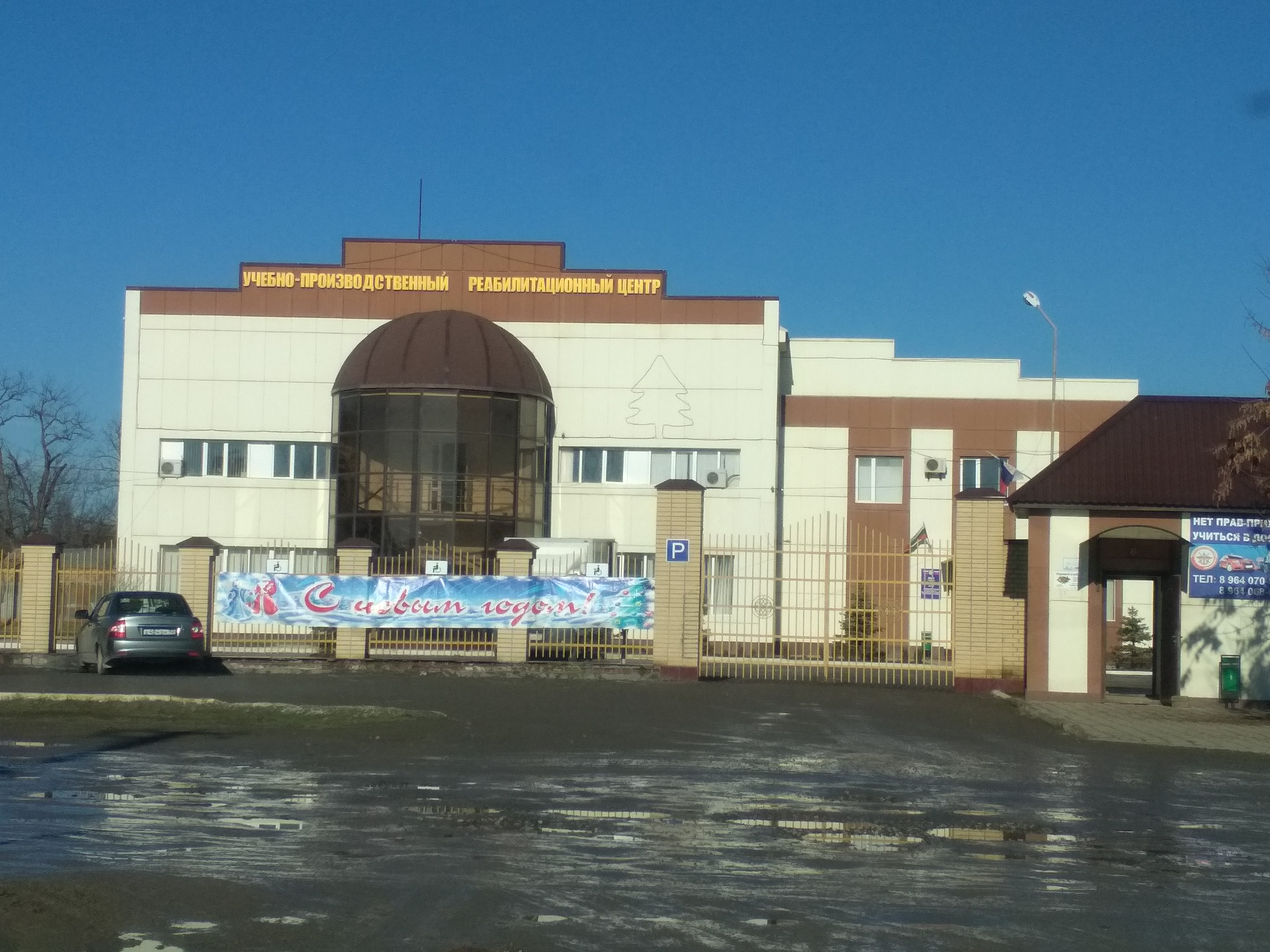
Учебно-производственный реабилитационный центр
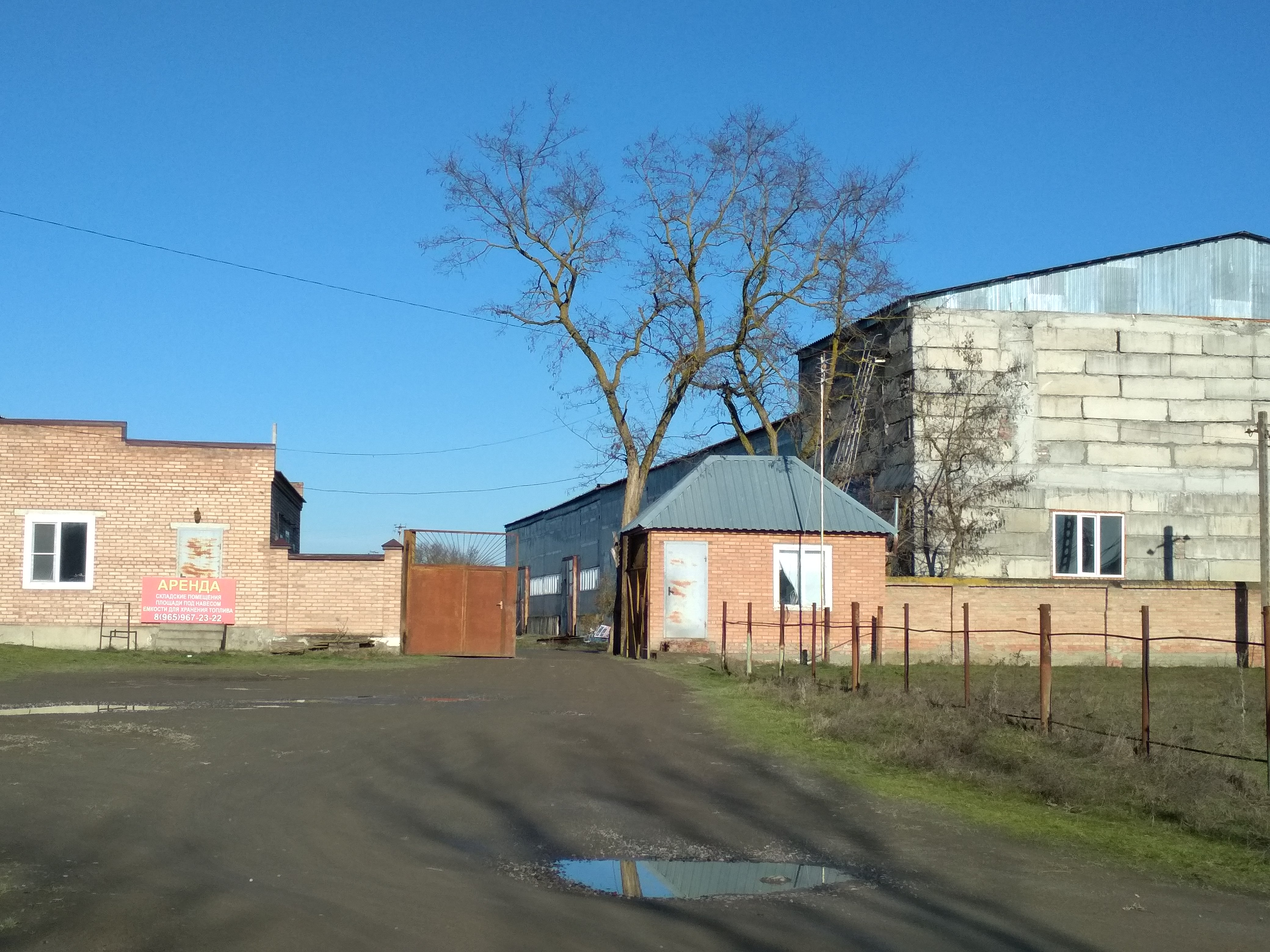
Здании макаронной фабрики

## СМИ
«Терская правда» — Надтеречная районная газета.

## Микротопонимы
В окрестностях села зарегистрированы следующие микротопонимы:
- Зима шу — маленькая терраса. Урочище с искусственно возведённой дамбой (валом) для защиты от наводнения. В южной части села[47].
- Боккха шу — большая терраса. Урочище с искусственно возведенной дамбой (валом) против наводнения во время разливов воды Терека. В северной части села[47].
- Канал Терский — оросительный канал, проходит по южной стороне села[47].
- Саьнгар (Сянгар) — противотанковый ров времён Великой Отечественной войны. Был вырыт в 1942 году трудящимися республики как заградительное укрепление. Проходит по западной и южной сторонам селения[47].
- Диксалун барз (Диксалу курган) — расположен на южной окраине села, представляет собой древний курганный могильник. Первая часть названия «Диксалу» — редкое мужское имя. По рассказам старожилов, с этого кургана в период коллективизации и борьбы с кулачеством выступал перед односельчанами-крестьянами сельский активист Диксалу, откуда и название: Диксалун барз[47].
- Лакхара хьун (Лакхара хун) — «Верхний лес». Расположен в северной и западной части села.
- Лахара хьун (Лахара хун) — «Нижний лес». В восточной части села[47].
- Магӏара баьрзнаш (Магара бярзнаш) — «Ряд (группа) курганов». Средневековые курганные могильники, расположенные друг за другом, в один ряд. Расположены в западной части села. Название дано по внешнему признаку[1].
- Теркан тогӏе (Теркан тоге) — «Долина Терека». Вдоль северной окраины села[47].
- ЖагI мере (Жаг мере) — «Гравия рядом (вблизи)». Урочище с преобладающей каменной почвой. Расположено в южной части села. «Жагӏа» — чеч. гравий, щебень[47].
- Къохка муьре (Кохка мюре) — Лесное урочище в восточной части села. «Къохка» — клён, дерево, «муьре» — от мур — трухлявое прогнившее дерево. Но возможно, «муьре» — искаженное «мере» — нос, употреблявшееся чеченцами в значении вблизи, около, рядом.
- Хурин бун лаьттинчу (Хурин бун ляттинчу) — «Там, где стояла землянка Хури». Урочище в восточной части села. По преданию, здесь, удалившись от людей, обитал человек по имени Хури (предок Сайдулаевых и Гелихановых, и ныне проживающих в селе), поселившись в тёмной и сырой землянке[47].
- Пероз — Так называется лесной массив, расположенный на северо-западе от села. В довоенное время здесь ходил паром и жители искаженно произносили русское слово — перевоз[48].
- Божа лаьхкина боьра (Божа ляхкина бёра) — «Лощина, откуда угнали скот». Урочище к югу от села[48].
- Алмазийн боьра (Алмазийн бёра) — «Лощина алмастов». Урочище в южной части села. «Алмаз» или «Алмаст» — лесной, весь покрытый волосами, добродушный человек, часто упоминается в фольклоре чеченцев и ингушей. К примеру, в чеченских песнях там, где упоминается Калаус (Гӏулоз чоь, Гӏулозан боьра), обязательно рядом с ним встает и алмаз резвящийся (…Алмазаш ловзучу Гӏулозан бийрахь — Калаусская лощина, где резвятся алмасты)[48].
- Гӏулоз чоь (Гулоз чё) — «Калаусская низина (впадина, лощина)»[48]. Урочище к югу от села.
- Банкин кӏотар (Банкин котар) — «Банковский хутор»[48]. Хутор к югу от села, где поселялись жители села.
- Чергазийн некъ (Чергазийн нек) или Гӏебартойн некъ (Гебартойн нек) — «Черкесская (или Кабардинская) дорога». Так раньше называлась и изредка продолжают называть сегодня люди старшего поколения — дорогу, идущую с запада на восток, по правому берегу Терека. Шоссейная дорога, связывающая все населённые пункты на правом берегу Терека. В старину она соединяла Владикавказ с Кизляром, шла дальше в Порт-Петровск и Дербент, являясь важнейшей торговой и стратегической линией. Сегодня обустроенная дорога имеет республиканское значение[48].
- Теркан тӏай (Теркан тай) — «Терский мост». Мост через реку Терек, так называемый «Мост дружбы». Соединяет село со станцией Ищёрской, то есть правый и левый берега[48].
- Къуйн некъ (Куйн нек) — «Воровская дорога». Устаревшее название дороги, петлявшей по непролазным болотам, дремучим лесам и глубоким балкам, по которым бродили воры и разбойники, грабя и отбирая скот у овцепромышленника и землевладельца Тимофея Мазаева, казачьих атаманов, у чеченских землевладельцев, отбирая у царских чиновников Чуликовых (владельца Чӏулг-Юрта), у Ногай-Мирзы (владельца Ногӏа-Мирзин-юрт — нынешнее Братское). Дорога давно не используется и заросла[48].

## Религия
В селе функционируют 8 мечетей:
- Мечеть имени Абаст-Хаджи (Центральная мечеть)
- Мечеть имени Хамидова Баудина
- Центаройская мечеть
- Мечеть имени Миколаева Завди
- Мечеть имени Абдул-Керима
- Прибольничная мечеть
- Мечеть при Реабилитационно-учебном пункте
- Базарная мечеть

В селе имеется крупное медресе.
Мазары святых
- Мазар Мани-Шайха
- Мазар Хасемик-Муллы
- Мазар Момы

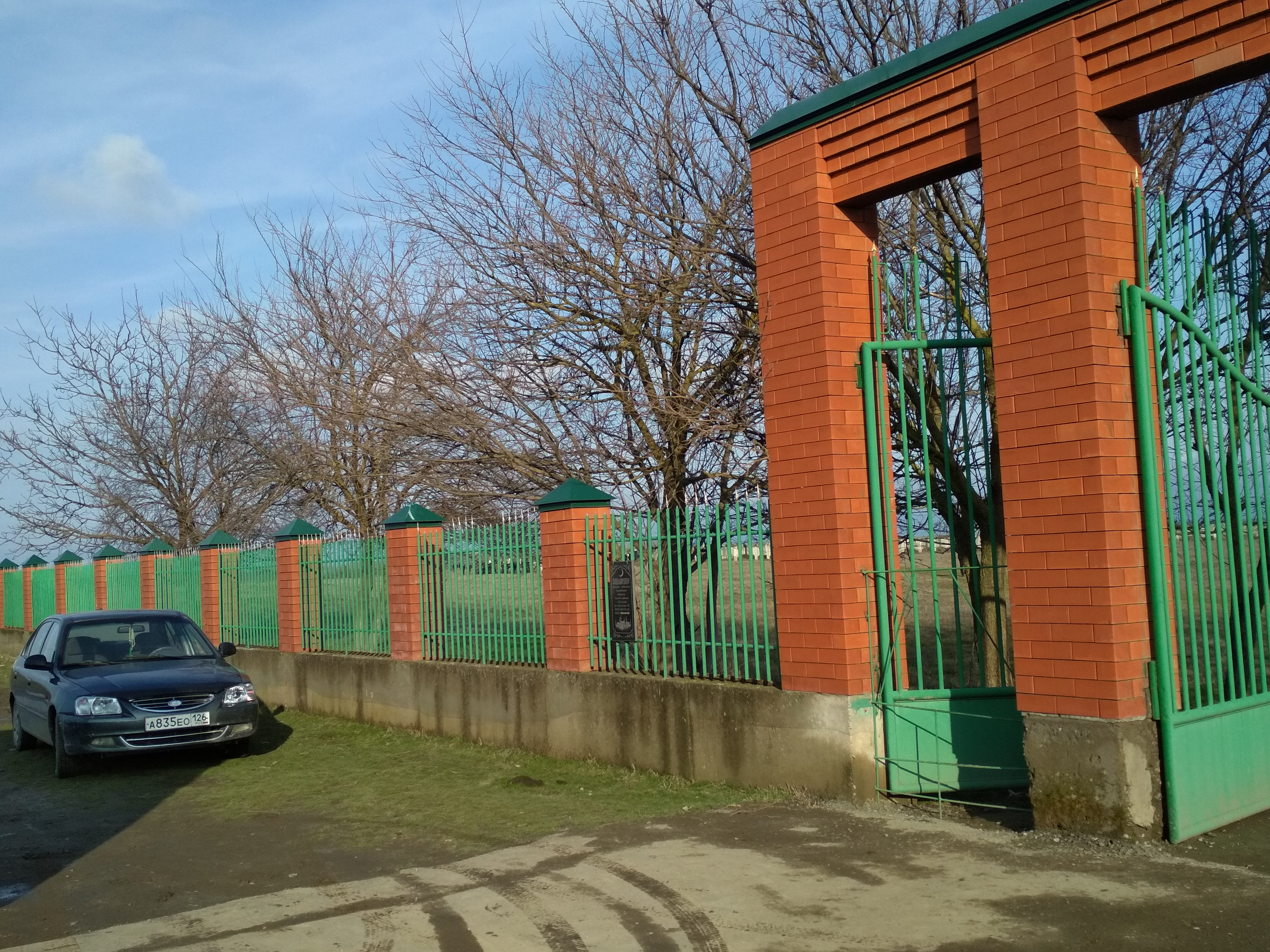
Сельское кладбище
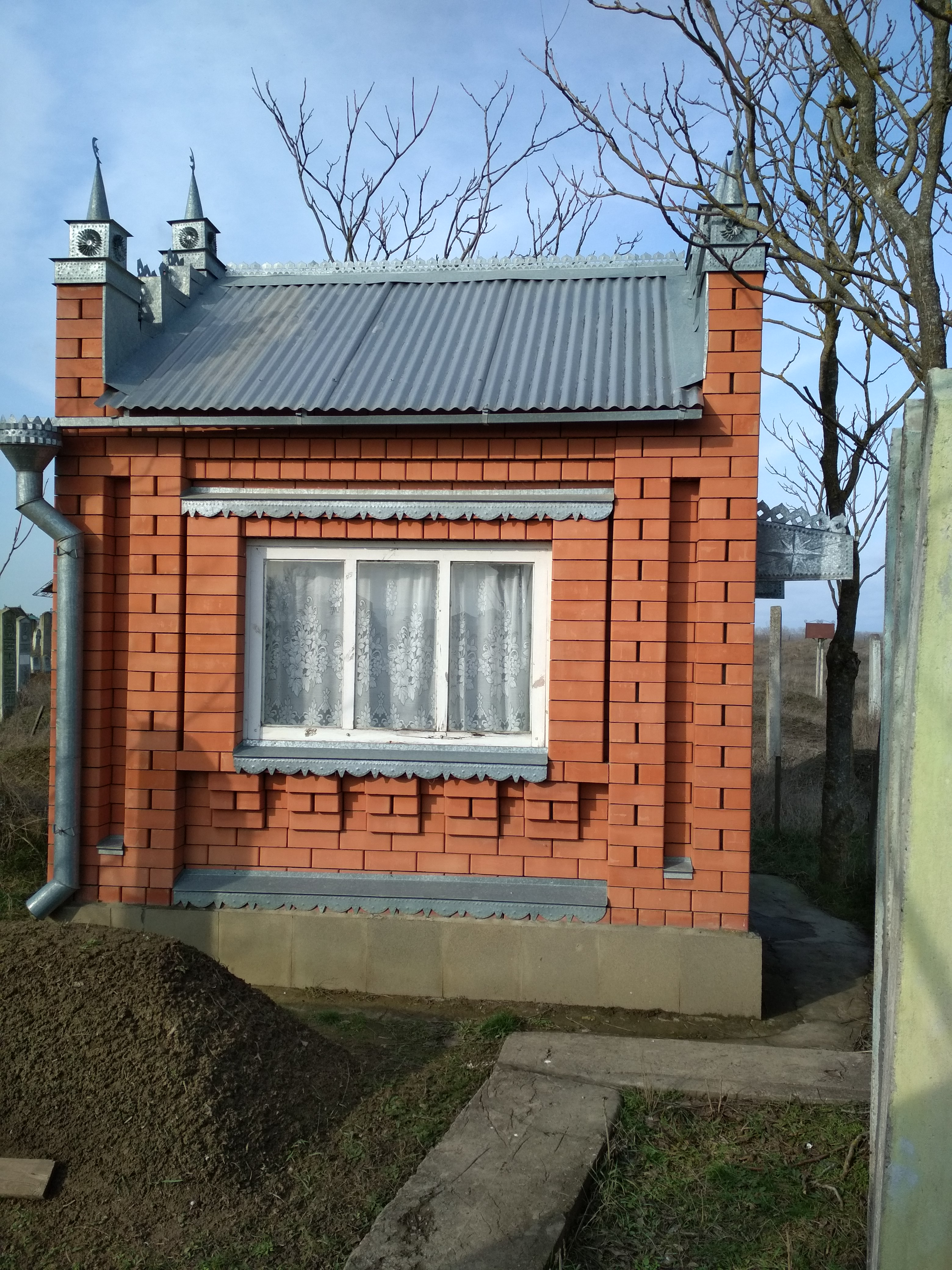
Мазар Мани-Шайха
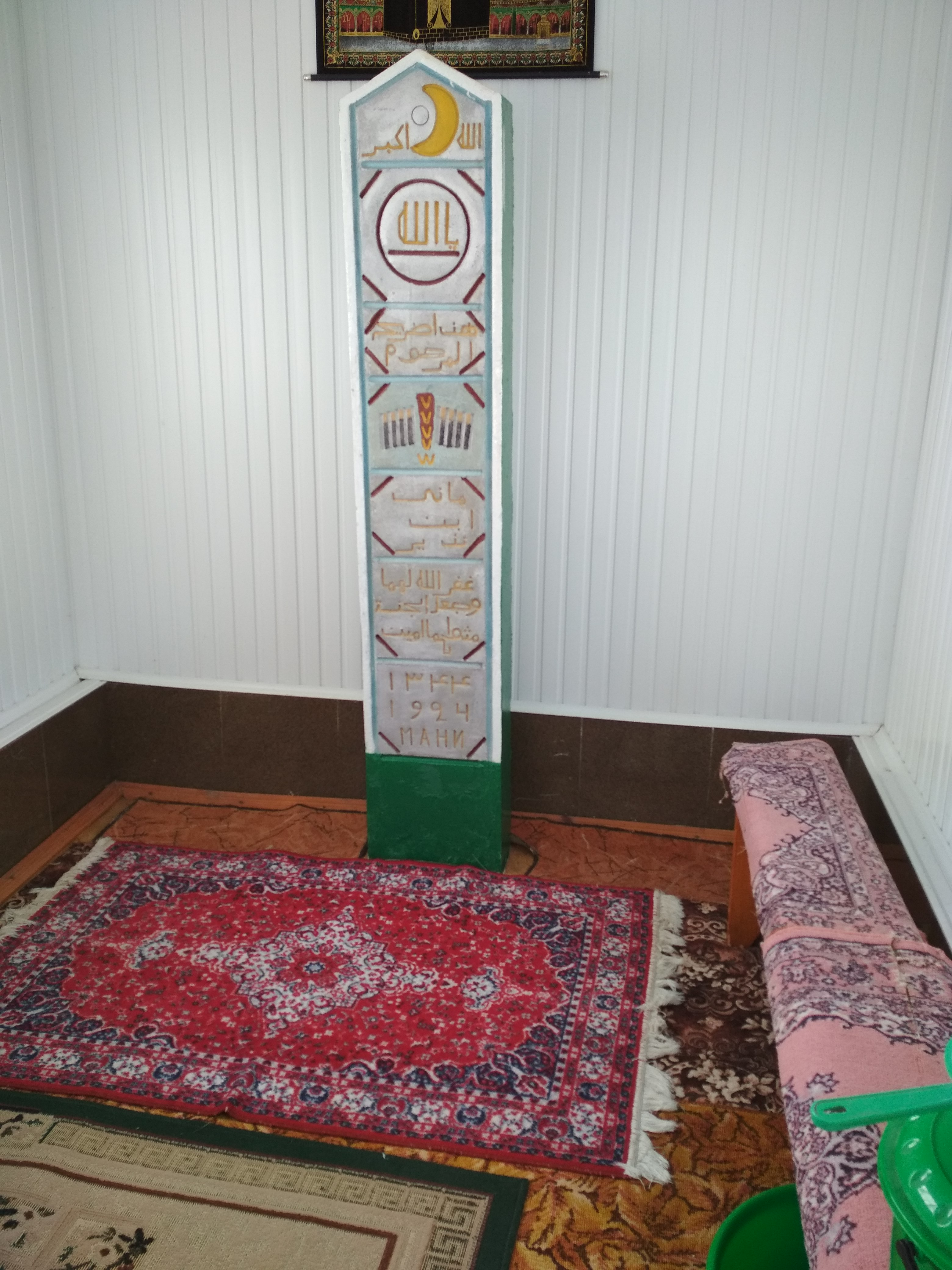
Стела Мани-Шайха

## Руководители
С 1966 по 1971 годы — директором совхоза «Знаменский» являлся Доку Гапурович Завгаев — глава Чеченской Республики в 1995—1997 годах.

## Тайпы
Тайповый состав села:
- Аллерой[1]
- Арганой[1]
- Айткхаллой[1]
- Салой[49]
- Гордалой[50]
- Цонтарой[1]
- Гендаргеной[1]
- Зандакой[1]
- Чермой[1]
- Чартой[1]
- Энганой[1]
- Эстихой[1]
- Мулкъой